# 6261 Chione
6261 Chione (1976 WC) là một thiên thạch xuyên Sao Hỏa được phát hiện vào ngày 30 tháng 11 năm 1976 bởi Schuster, H.-E. tại La Silla.

## Link ngoài
- JPL Small-Body Database Browser on 6261 Chione